# Tæller (digital elektronik)
 For alternative betydninger, se Tæller. (Se også artikler, som begynder med Tæller)
Den digitale elektronik byder på to forskellige kredsløb, som begge tjener det samme formål: De tæller antallet af impulser der tilføres en dertil indrettet indgang, og det antal de er "nået til", kan aflæses som et binært tal i form af spændinger på et antal udgange.

## Sådan virker en tæller
Et fællestræk for tællekredsløb er et antal flip-flops; en tæller der indeholder n flip-flops, kan i sig selv tælle fra og med 0 til og med 2n-1. Hver flip-flop halverer frekvensen for det signal den modtager, og fra flip-flop nr. n i rækken kan man "tappe" et signal med en frekvens der er 2n gange mindre end frekvensen på de impulser der tilføres tælleren.

Forskellen mellem de to "hovedgrupper" af tællere ligger i hvilken type flip-flop der anvendes, og hvordan de er indbyrdes forbundet.

### Den asynkrone tæller
Den enkleste af de to kategorier er den asynkrone tæller: Her bruges T-flip-flops, som skifter tilstand når signalet på en dertil indrettet "T"-indgang skifter fra "0" til "1": Hver flip-flop's "sande" udgang repræsenterer et binært ciffer, mens de "komplementære" udgange bruges som et "mente-signal" der føres videre til "T"-indgangen på næste flip-flop. Hver anden gang en flip-flop registrerer skiftet fra "0" til "1" på sin "T"-indgang, vil den selv generere et tilsvarende "0"-til-"1"-skift på den komplementære udgang, som den næste flip-flop i rækken så reagerer på.
I praksis tager det den enkelte flip-flop et ganske kort øjeblik at reagere på signalet på "T"-indgangen, så i situationer hvor et mente-signal fra den første flip-flop udløser mente-signaler fra flere flip-flops i rækken, så "forsinkes" signalet én gang til for hver flip-flop, menten "udbreder" sig til. I en "lang" asynkron tæller med mange flip-flops vil de sidste flip-flops (svarende til de mest betydende binære cifre) være forsinket med adskillige gange forsinkelsen i den enkelte flip-flop.
Den måde som menten i påkommende tilfælde ruller som en bølge eller krusning hen ad rækken af flip-flops har givet den asynkrone tæller det engelske tilnavn "ripple counter". Denne type tæller benyttes mest til frekvensdeling og andre formål hvor forsinkelsen på de mest betydende cifre er uvæsentlig.

### Den synkrone tæller
I den synkrone tæller bruges D-flip-flops, som "aflæser" en særlig "D"-indgang" i det øjeblik de registrerer et skift fra "0" til "1" på en indgang for synkroniseringssignaler. Det signal der skal tælles på, bruges som fælles synkroniseringssignal for alle flip-flops, mens et kombinatorisk system af gates og evt. invertere "fortæller" hver flip-flop hvilken tilstand den skal skifte til når der ankommer et synkroniseringssignal.

Dette kræver mere elektronik end den simplere asynkrone tæller, men til gengæld "reagerer" samtlige cifre noget nær samtidigt på de impulser der skal tælles op.

## Tællere i praksis
Mange halvlederfabrikanter leverer et bredt sortiment af både asynkrone og synkrone tællere i form af integrerede kredsløb, med forskellige antal flip-flops (og derfor også "plads" til forskellige antal binære cifre), og forskellige indbyggede hjælpekredsløb og andre "raffinementer":
- Nulstilling: Hver flip-flop i rækken kan forsynes med en "tvungen-reset-indgang", som bringer flip-floppen i "0"-tilstand. Alle disse reset-indgange forbindes til en fælles linje, som nu kan bruges til at nulstille tælleren på vilkårlige tidspunkter.
- Parallel indlæsning: Nogle tællekredsløb har en indgang for hver flip-flop, samt en fælles linje til synkronisering: Ved signal på den fælles linje indlæser tælleren det binære tal der tilføres de individuelle indgange.
- Op- eller ned-tælling: Både synkrone og asynkrone tællere kan konstrueres så de altid tæller enten normalt eller "baglæns", eller man kan tilføje en ekstra styre-indgang, der løbende fortæller tælleren hvilken vej den skal tælle.
- Binær- og BCD-tællere: Nogle tællere er forsynet med særlig hjælpe-logik som får dem til at nulstille sig selv inden de "når" til 2n-1. En almindeligt forekommende tæller-type i praktisk elektronik er en tæller med 4 flip-flops (kan tælle 0 – 15), som er forsynet med logik der nulstiller så snart tælleren når ud over "9" (binært: 1001): Flere sådanne "nul-til-ni-tællere" kan kobles sammen og danne et mere avanceret tællekredsløb der udlæser antal i titalssystemet i stedet for binært.